# Кузнецов, Иван Васильевич
Ива́н Васи́льевич Кузнецо́в (25 августа (7 сентября) 1911, Москва, Российская империя — 24 ноября 1970, Москва, СССР) — советский философ
, доктор философских наук, профессор. Один из создателей интересной и оригинальной научной школы по систематическому анализу важнейших методологических и концептуальных основ физики и физических теорий. Отец философа Н. И. Кузнецовой.

## Биография
Родился в семье тульских крестьян, приехавших в Москву на заработки. Отец работал токарем в Главных вагонных мастерских. Иван был единственным ребёнком в семье. Окончил физический факультет МГУ (1935), учился в аспирантуре НИИ при том же факультете. Одновременно работал сначала ассистентом, затем преподавателем на физико-математическом факультете МГПИ имени Карла Либкнехта.
После рождения сына в 1936 году денег в семье хронически не хватало. Иван бросил аспирантуру и устроился в Гостехтеориздат. С 1937 года главный редактор. В 1941 году призван в армию, служил в артиллерии в звании старшего лейтенанта, воевал на Волховском фронте.
В 1943 году вызван с фронта для работы в отделе науки ЦК ВКП(б) (с 1946 года — заместитель заведующего). В конце 1947 года уволился из ЦК, чтобы заниматься наукой. В 1948 году защитил кандидатскую диссертацию и был зачислен в ИФ АН СССР, заведующий сектором философии естествознания.
В 1953—1956 годах заместитель директора, и. о. директора ИИЕТ АН СССР. В 1956 году вернулся на прежнюю должность в Институт философии.
По совокупности научных трудов присуждена учёная степень доктора философских наук (1961) и присвоено учёное звание профессора (1962).

### Семья
- Первая жена — Елена Ермолова.
- Вторая жена (фактически с 1943, официально с 1947 года) — Раиса Харитоновна Нечепуренко (1907—1986)

## Научно-издательская деятельность
Один из авторов учебников «Основы марксистской философии» (1957) и «Диалектический материализм» (М., 1954).
Создатель и первый главный редактор периодического издания (будущего журнала) «Вопросы истории естествознания и техники».
Член редакционной коллегии журналов «Вопросы философии», «Природа», «Наука и жизнь».
Заместитель председателя редакционной коллегии серии «Классики науки», член редакционной коллегии «Философской энциклопедии». Составитель и главный редактор 4-томного труда «Люди русской науки. Очерки о выдающихся деятелях естествознания и техники» (1961—1965), автор ряда биографических очерков.
Принял непосредственное участие в подготовке к печати неопубликованных философских работ В. И. Вернадского (в том числе труда «Научная мысль как планетное явление»), а также коллективных трудов философов и естественников — «Философские проблемы физики элементарных частиц», «О сущности жизни», «Диалектика в науках о неживой природе», «Проблема причинности в современной физике».

## Научно-исследовательская деятельность
В 1960-х годах занимался разработкой проблем анализа структуры научной теории. Это нашло своё отражение в статьях «Структура физической теории» (1967) и «Структура научных теорий и структура объекта» (1968). Предложил развернутую модель, где выделил в развитой теории три основные содержательные составляющие: 
- основание теории (эмпирический базис и идеальная модель объекта исследования наряду с основными величинами и правилами их измерения)
- ядро теории (основные уравнения и законы теории)
- воспроизведение (реализацией функций объяснения и предсказания данной теории, что ведёт к расширению исходного эмпирического базиса)

Над перечисленными частями структуры физической теории возвышается дополнительный элемент — общая интерпретация основного содержания теории.
Анализ принципа соответствия и предложенная модель физической теории позволили ускорить развитие новой философии науки и эпистемологии в России.

## Научные труды

### Монографии
- Кузнецов И. В. Принцип соответствия в современной физике и его философское значение. М., 1948 (данная работа составила первую главу колл. монографии «Принцип соответствия: историко-методологический анализ». М., 1979);
- Кузнецов И. В. Избранные труды по методологии физики. М., 1975 (с полной библиографией научных публикаций И. В. Кузнецова).

### Статьи
- Кузнецов И. В. Об одном порочном толковании второго начала термодинамики. Рецензия на книгу: Н. В. Кашин, Курс физики для учительских институтов, т. I, Учпедгиз, М., 1948 // Успехи физических наук. — 1949. — № 39 (10). — С. 299—306.
- Кузнецов И. В. Сокровища русской науки (К выходу в свет первого тома Полного собрания сочинений М. В. Ломоносова) // Успехи физических наук. — 1950. — № 42 (9). — С. 57-68.
- Кузнецов И. В., Овчинников Н. Ф. За последовательное диалектико-материалистическое освещение достижений современной физики (О книге А. Ф. Иоффе «Основные представления современной физики») // Успехи физических наук. — 1951. — 45 (9). — С. 113—140.
- Кузнецов И. В. Против идеалистических извращений понятий массы и энергии // Успехи физических наук. — 1952. — № 48 (10). — С. 221—262.
- Кузнецов И. В. По поводу письма А. А. Максимова в редакцию журнала «Успехи физических наук». // Успехи физических наук. — 1953. — 49 (3). — С. 498—499.
- Кузнецов И. В. Философские идеи Ленина и познание природы. // Успехи физических наук. — 1960. — Т. 70. — Вып. 4. — С. 1-12.
- Кузнецов И. В. Труды С. И. Вавилова по философии и истории естествознания. // Успехи физических наук. — 1961. — № 75. — С. 251—258.
- Кузнецов И. В. Нет! Философия — это наука // Вопросы философии. — 1961. — № 1;
- Кузнецов И. В. Луи де Бройлъ и его книга «По тропам науки» // Бройль, Л. де. По тропам науки. — М., 1962;
- Кузнецов И. В. Важные проблемы научного познания // Бройль, Л. де. Научная неопределенность и информация. — М., 1966;
- Кузнецов И. В. Причинность // Философская энциклопедия. — Т. 4. — М., 1967;
- Кузнецов И. В. Формы движения в природе // Пространство, время, движение. — М., 1971;
- Кузнецов И. В. Естествознание, философия и становление ноосферы // Вопросы философии. — 1974. — № 12;